# Stal średniostopowa
Stal średniostopowa – rodzaj stali, w której zawartość dodatków stopowych innych niż węgiel wynosi 5–10% (więcej niż w stali niskostopowej, a mniej niż w wysokostopowej).
Hartowane na powietrzu średniostopowe stale narzędziowe stosowane są do wyrobu, między innymi, dysz wtryskiwaczy paliwa. Utwardzona powierzchnia stali średniostopowych ma wysoką twardość, jednak wyroby takie nie nadają się do pracy w wysokiej temperaturze.